# 1934–1935-ös magyar labdarúgókupa
Az 1934–1935-ös magyar kupa a sorozat 17. kiírása volt, melyen a Ferencvárosi TC csapata 6. alkalommal diadalmaskodott.

## Döntő
| 1935. június 10. 17:30 |

| Ferencvárosi TC                 | 2–1               | Hungária FC                   |
| ------------------------------- | ----------------- | ----------------------------- |
| Toldi 26' Sárosi 85' (11-esből) | (1–0) Jegyzőkönyv | Cseh 54' Dudás 84′ Müller 84′ |

| Hungária krt., Budapest Nézőszám: 8000 Játékvezető: Iváncsics Mihály (magyar) |

## Külső hivatkozások
- 1934–1935-ös magyar labdarúgókupa. magyarfutball.hu. (Hozzáférés: 2017. szeptember 13.)